# 1823 no Brasil
Esta é uma cronologia dos principais fatos ocorridos no ano de 1823 no Brasil.

## Incumbente
- Imperador – D. Pedro I (1822–1831)

## Eventos
- 13 de março - Batalha de Jenipapo: as tropas portuguesas são expulsas pelos brasileiros do Piauí.[1]
- 3 de maio - É instalada no Rio de Janeiro a Assembleia Constituinte que visava a elaboração da primeira Constituição brasileira. Houve a aprovação de um projeto, por parte dos deputados, que limitava os poderes de Dom Pedro I. Como retaliação, Pedro mandou seus soldados fecharem a Assembleia e prenderem os deputados ali reunidos, em novembro do mesmo ano, no evento que ficou conhecido como a Noite da agonia.
- 2 de julho - Tropas portuguesas se rendem aos brasileiros na Bahia[2]
- 28 de julho - As tropas portuguesas se rendem aos brasileiros no Maranhão, fazendo a então província aderir a independência do Brasil.[3]
- 6 de Agosto - Fundação do Município Paulista de Pirassununga, ainda como Bairro do Senhor Bom Jesus dos Aflitos de Pirassununga.[4]
- 15 de agosto - Assinado o documento de Adesão do Pará à independência brasileira, ocorrida em 1822, anexando assim a província do Grão-Pará ao Brasil.[5]
- 20 de outubro - Lei das Províncias: Pedro I do Brasil centraliza o poder.
- 12 de novembro - Pedro I do Brasil fecha a Assembleia Constituinte.[6]

## Nascimentos
- 17 de fevereiro - Dona Paula de Bragança, princesa do Brasil
- 10 de Agosto - Gonçalves Dias, poeta, jornalista, advogado, teatrólogo brasileiro (m. 1864).[7]